# Starry☆Sky
Starry☆Sky是由HONEY BEE發售的日本女性向戀愛遊戲，於2010年12月23日在網絡上播放動畫第一集。

## 摘要
由13張CD《星座彼氏》與4款遊戲組合在一起，又稱為「天象儀CD&GAME」的星座巡迴式物語——《Starry☆Sky》。以13位各自擁有十二星座的男生，不同的性格和特色，在四季裡與女主角在校園的生活為主題的遊戲。原畫與人設由擔當。背景為一所為於深山山溝的星月學園。過往是一所男校，近年開始招入女生。但由於地處偏僻而及教學過於專業，至今為止只有女主一個女生入學，作為該學校裡唯一的女性學生。

## 登場人物

### 主人公
夜久 月子
聲 - 折笠富美子 （僅網路動畫版）
遊戲的主角（在遊戲裡能改名字）。星月學園唯一的女學生。天文科二年級。學生會的書記兼保健委員。弓道部所屬。
在動畫裡，許多男角對她有好感。

### Starry☆Sky ～in Spring～
土萌 羊
聲 - 緑川光 / 甲斐田ゆき （幼少期）
星座 - 山羊座
身高175cm　體重58kg　O型　生日1月12日
天文科2年生。法國和日本的混血兒。星月學院天文科的轉校生。小時候曾見過女主角。長大後為了見女主角而特地轉校來到星月學園。後來為了繼續完成自己的夢想而回國和赴美。因為是混血兒的關係，自小便受其他人目光歧視。在第一天轉校時被哉太和錫也說長有一張中性的臉。十分喜歡錫也做的飯糰。意外的是個大食漢。被翼叫作「呆毛前輩」。
七海 哉太
聲 - 杉田智和
星座 - 雙魚座
身高175cm　體重55kg　B型　生日3月18日
天文科2年生。女主角與錫也的青梅竹馬。從小就患有疾病，體力的極限只有3分，但十分會打架。自小便患有病，病發時可能危害生命，但又不想去醫院，所以經常在保健室出入。因外表兇惡和性格急躁，被羊叫作「不良君」，其實內裡是個非常易哭的愛哭鬼。愛看少年漫畫。十分尊敬一樹會長。被翼叫作「鳥巢前輩」。。
東月 錫也
聲 - 小野大輔
星座 - 巨蟹座
身高179cm　體重59kg　A型　生日7月1日
天文科2年生。女主角與哉太的青梅竹馬。非常擅長料理，同時也喜歡照顧人,被哉太和羊叫作「媽媽」，曾被哉太說自己偽造年齡及性別被發現。在母親節收到女主送的康乃馨以及三人的慶祝，情緒十分複雜

### Starry☆Sky ～in Summer～
金久保 譽
聲 - 保志総一朗
星座 - 金牛座
身高185cm　體重64kg　O型　生日5月14日
西洋占星術科3年生。茶道世家。弓道部部長。弓道三段。曾因壓力關係而在全國大賽中失手，因對此十分慚愧。因為壓力常常胃痛的關係，所以相當依賴胃藥。與一樹是好朋友關係，所以在學生會室內設有特地為譽泡茶的地方。家中有一位雙胞胎姊姊:金久保環與另一對雙胞胎妹妹金久保詩和金久保奏。
宮地 龍之介
聲 - 神谷浩史
星座：天蠍座
身高178cm　體重60kg　A型　生日11月3日
星座科2年生。弓道部副部長。性格嚴肅認真，不善於表達自己的情感，有「魔鬼副部長」之稱。弓道三段。在部長引退後成為新任部長。性格十分不坦率但卻十分單純，竟然會相信科幻電影的情節內容。意外地喜歡甜食，特別喜歡去「美味堂」，因而擁有豐富的甜點知識，被羊叫作「奶油掌門」，喝碳酸飲料會醉。
木之瀨 梓
聲 - 福山潤
星座 - 射手座
身高166cm　體重51kg　為AB型　生日12月20日
宇宙科1年生。弓道部所屬新部員。成績第二。弓道四段，曾有一年沒有練習過弓道。有著「天才」之名的轉學生，給人以玩世不恭的感覺，實質上對待自己所處理的事情全力以赴。嚮往自由，害怕被束縛。偶爾會流露出孩子氣的一面，擅長討女孩子歡心。與翼是表兄弟關係。額前的瀏海據說是因為翼的發明品失敗後而做成的，而被翼稱呼為「一刀平」。

### Starry☆Sky ～in Autumn～
星月 琥太郎
聲 - 石田彰
星座 - 天秤座
身高177cm　體重58kg　AB型　生日10月13日 26歲
保健老師。星月學院理事長(星月琥春)的弟弟，後來成為正式的理事長。跟郁及有李是青梅竹馬，郁稱呼琥太郎為『琥太哥』。平時很邋遢，常常混水摸魚睡午覺，保健室經常亂七八糟，但其實私下代替姊姊兼職理事長的工作。兒時由於有李的心臟疾病，夢想做一名醫生，後來因有李病故，而放棄了成為醫生，混混噩噩過了幾年，因受到姊姊星月琥春的邀勸，而成為星月學園的保健老師。被翼稱為「赤腳隊長」。
陽日 直獅
聲 - 岸尾大輔
星座 - 獅子座
身高164cm　體重53kg　O型　生日8月11日 24歲
天文科2年生的班主任。弓道部顧問。十分孩子氣的熱血教師，對於可愛的學生們總是盡心盡力。愛看少年漫畫。是枚酒鬼。經常被郁和琥太郎玩弄於掌中。被翼稱呼為「小不點老師」。
水嶋 郁
聲 - 遊佐浩二
星座 - 雙子座
身高187cm　體重67kg　B型　生日6月9日 21歲
教育實習生。曾是個知名樂團的成員。看似在感情方面很有經驗，實則怕被別人利用。有位已歿雙胞胎姐姐（水嶋有李）。性格彆扭，心口不一，相當壞心眼。被翼稱呼為「捲毛眼鏡君」。本人聲稱只對女人和貓溫柔。

### Starry☆Sky ～in Winter～
天羽 翼
聲 - 鈴村健一
星座 - 水瓶座
身高185cm 體重61kg 血型AB型 生日2月3日
宇宙科1年生。學生會的會計。成績是第一，喜歡發明一些奇奇怪怪的東西和語言，不過實驗經常失敗，修理往往變成了破壞。愛取他人的花名。與梓是表兄弟關係。口頭禪是「呣呣呣」，在學生會室裡有個人專屬的實驗室，牆壁還有特別加厚及防爆。被星月琥太郎稱呼為「素足一等兵」。另外，翼的祖母為天羽志乃。
不知火 一樹
聲 - 中村悠一
星座 - 白羊座
身高178cm 體重62kg 血型O型 生日4月19日
星詠科3年生。星月學園學生會會長，由於骨折住院兩個月，曾留年一年。與譽和白銀學長感情很要好。為了實踐對恩師的承諾把翼拉進了學生會，同時也默默守護著女主角。雖然做事方式有些強硬，但由於很有魅力，所以很受學生們歡迎，有預知未來的能力。被翼叫作「火火（ぬいぬい）」。經常被翼作為他的實驗品去試驗。被說像個爸爸和大叔氣，常和天羽翼一起吵鬧搞破壞被青空颯斗斥責，最喜歡一邊喝著咖啡看報紙。中學時曾擔任七海哉太的格鬥技師父。另外，一樹的叔父為不知火宗次郎。
青空 颯斗
聲 - 平川大輔
星座 - 處女座
身高182cm 體重60kg 血型A型 生日9月15日
神話科2年生。學生會副會長。知名音樂世家的么子。有著腹黑的性格。被翼叫作「空空（そらそら）」。會用指甲刮黑板來阻止不知火一樹以及天羽翼的吵鬧（有時會加上白銀櫻士郎）。有2位兄姊，分別是哥哥青空隼風和姊姊青空風音，而堂弟則就讀於七夜藝術學校中等部3年級的青空空翔。

### 其他
神樂坂 四季
聲 - 宮野真守
星座 - 蛇夫座
身高180cm　體重59kg　血型O型　生日12月5日
星詠科2年級生。特待生。喜歡吃糖果。嗜睡还有讲话速度很慢。另外,白銀櫻士郎推斷出神樂坂四季擁有“星讀”能力（即能夠預知未來），能力比不知火一樹還強,而在星讀方面,四季能夠模糊地預見短暫未來，但如果他自己要改變未來的話,則會付出代價（例如身體會出現傷痛等）。

## 配角介紹

### PC・PSP
星月 琥春
聲 - 折笠愛
星座 - 白羊座
身高170cm　體重52kg　血型O型　生日4月2日。
星月學園理事長。30歲。前任理事長，星月琥太郎的姐姐，成熟的知性美女，個性豪爽大方。
白銀 櫻士郎
聲 - 諏訪部順一
星座 - 天蠍座
身高182cm 體重67kg　血型O型　生日10月24日。
西洋占星術科3年生。與一樹是好友。前新聞部部長，依然熱中蒐集情報採訪活動，不管外表還是內在都是十足十的怪人。
犬飼 隆文
聲 - 吉野裕行
星座 - 天秤座
身高176cm　體重63kg　血型A型　生日9月30日。
神話科2年生。弓道部所屬。弓道部笨蛋三人組之一。擅長觀察他人，常默默的支持著宮地龍之介與夜久月子。
白鳥 彌彥
聲 - 近藤隆
星座 - 水瓶座
身高182cm　體重65kg　血型O型　生日2月14日。
星座科2年生。弓道部所屬。弓道部笨蛋三人組之一。個性單純直率，因為戀慕著夜久月子而加入弓道部，常被宮地龍之介嚷著要矯正思想而追著跑。
小熊 伸也
聲 - 堀江一真→代永翼
星座 - 山羊座
身高168cm　體重54kg　血型A型　生日1月16日。
天文科1年生。弓道部所屬。弓道部笨蛋三人組之一。個性怯弱膽小，常被犬飼隆文和白鳥彌彥牽連，被宮地龍之介斥責。
Starry☆Sky 〜in Summer〜 星的砂濱浪漫譚～之後聲優由堀江一真替換成代永翼。
柑子 修吾
聲 - 小野友樹
星座 - 處女座
天文科2年生，隸屬廣播社。
粟田 謙介
聲 - 寺島拓篤
星座 - 巨蟹座
天文科2年生，隸屬足球社。
柿野 眞古都
聲 - 成瀨誠
星座 - 天蠍座
天文科2年生。
梨本 拓矢
聲 - 杉山紀彰
星座 - 水瓶座
天文科2年生，隸屬足球社。
橘 守生
聲 - 高野康弘
星座 - 獅子座
天文科2年生，隸屬柔道社和廣播社。

### FAN DISC
和泉 崇嗣
聲 - 日野聰
星座 - 處女座
神話科1年生。
忍成 浩
聲 - 小西克幸
星座 - 金牛座
教育實習生。
春名 真琴
聲 - 齋賀光希
星座 - 射手座
大學生，原私立陸海學園女子弓道部部長，進大學後加入了弓道部。
Raoul Mathias Jean Aimée
聲 - 置鮎龍太郎
星座 - 水瓶座
天文學者。法國人。土萌羊的父親。40歲。
土萌 未莉
聲 - 藤本教子
星座 - 射手座
天文學者。日本人。土萌羊的母親。38歲。
七海 悠哉
聲 - 興津和幸
星座 - 金牛座
七海哉太的父親。已歿。
七海 真由美
聲 - 加藤雅美
星座 - 獅子座
護士。七海哉太的母親。37歲。
東月 小百合
聲 - 岡本ナミ
星座 - 處女座
家庭主婦。東月錫也的母親。40歲。
矢来弓弦 
聲 - 前野智昭
星座 - 天蠍座
私立陸海學園弓道部部長。二年級。
矢来射弦 
聲 - 浪川大輔
星座 - 雙子座
弓弦的弟弟。一年級。
暁藍 
聲 - 山口勝平
星座 - 巨蟹座
私立陸海學園弓道部副部長。二年級。
金久保宗庵
聲 - 井田國男
星座 - 巨蟹座
茶道家。金久保譽的父親。
金久保綾子
聲 - 丸山雪野
星座 - 天秤座
金久保譽的母親。
金久保環
聲 - 松岡由貴
星座 - 金牛座
金久保譽的雙胞胎姊姊。
金久保詩
聲 - 小櫻悅子
星座 - 雙魚座
金久保奏的雙胞胎姊姊。
金久保奏
聲 - 南央美
星座 - 雙魚座
金久保詩的雙胞胎妹妹。
宮地鷹介
聲 - 谷山紀章
星座 - 雙子座
宮地龍之介的哥哥。
宮地虎牙
聲 - 金田晶
星座 - 獅子座
宮地龍之介的弟弟。
空閑雅人
聲 - 小田久史
星座 - 處女座
星月學園弓道部新入部員。神話科一年級。
常陸涉
聲 - 神原大地
星座 - 金牛座
星月學園弓道部新入部員。西洋占星術科一年級。
鳴海京佑
聲 - 高坂篤志
星座 - 獅子座
星月學園弓道部新入部員。天文科一年級。

## 主題曲
- Starry☆Sky ～in Spring～「Starry☆Sky」

歌 - 土萌羊（綠川光）
- Starry☆Sky ～in Summer～「Shoot High」

歌 - 宮地龍之介（神谷浩史）
- Starry☆Sky ～in Autumn～「Lies,Truth and Our Destiny」

歌 - 陽日直獅（岸尾大輔）
- Starry☆Sky ～in Winter～「Grayed Out」

歌 - 不知火一樹（中村悠一）
- Starry☆Sky～After Spring～「PLANISPHERE」

歌 - 土萌羊（綠川光）
- Starry☆Sky～After Summer～「Star dust flash back」

歌 - 金久保譽（保志總一朗）
- Starry☆Sky～After Autumn～「GET CLOSER」

歌 - 陽日直獅（岸尾大輔）
- Starry☆Sky～After Winter～「Song For You」

歌 - 天羽翼（鈴村健一）
- starry☆sky夏組【summer time】
- 「Starry Days」

## 遊戲
12個男生分了四個季節，每季都是圍繞女主角與三個男生戀愛及學園生活。各季節的通常版與初回限定版都是於同一日發售。

### PC
- Starry☆Sky 〜in Spring〜（2009年3月27日）
  - 土萌羊（緑川光）・七海哉太（杉田智和）・東月錫也（小野大輔）
- Starry☆Sky 〜in Summer〜（2009年6月26日）
  - 金久保譽（保志総一朗）・宮地龍之介（神谷浩史）・木之瀬梓（福山潤）
- Starry☆Sky 〜in Autumn〜（2009年9月25日）
  - 水嶋郁（遊佐浩二）・陽日直獅（岸尾大輔）・星月琥太郎（石田彰）
- Starry☆Sky 〜in Winter〜（2009年12月25日）
  - 天羽翼（鈴村健一）・不知火一樹（中村悠一）・青空颯斗（平川大輔）

### PSP
- Starry☆Sky 〜in Spring〜Portable（2010年6月24日）
  - 土萌羊（緑川光）・七海哉太（杉田智和）・東月錫也（小野大輔）
- Starry☆Sky 〜in Summer〜Portable（2010年9月30日）
  - 金久保譽（保志総一朗）・宮地龍之介（神谷浩史）・木之瀬梓（福山潤）
- Starry☆Sky 〜in Autumn〜Portable（2010年12月22日）
  - 水嶋郁（遊佐浩二）・陽日直獅（岸尾大輔）・星月琥太郎（石田彰）
- Starry☆Sky 〜in Winter〜Portable（2011年4月28日）
  - 天羽翼（鈴村健一）・不知火一樹（中村悠一）・青空颯斗（平川大輔）
- Starry☆Sky 〜After Spring〜Portable (2012年12月27日)
  - 土萌羊（緑川光）・七海哉太（杉田智和）・東月錫也（小野大輔）
- Starry☆Sky 〜After Summer〜Portable（2013年3月28日）
  - 金久保譽（保志総一朗）・宮地龍之介（神谷浩史）・木之瀬梓（福山潤）

### FAN DISC (PC)
- Starry☆Sky 〜After Spring〜（2010年12月10日）
  - 土萌羊（緑川光）・七海哉太（杉田智和）・東月錫也（小野大輔）
- Starry☆Sky 〜After Summer〜（2011年4月1日）
  - 金久保譽（保志総一朗）・宮地龍之介（神谷浩史）・木之瀬梓（福山潤）
- Starry☆Sky 〜After Autumn〜（2011年8月5日） 
  - 水嶋郁（遊佐浩二）・陽日直獅（岸尾大輔）・星月琥太郎（石田彰）
- Starry☆Sky 〜After Winter〜（2012年4月27日）
  - 天羽翼（鈴村健一）・不知火一樹（中村悠一）・青空颯斗（平川大輔）・神樂阪四季（宮野真守）

## 廣播劇CD

### 星座彼氏系列
1. Starry☆Sky 〜Capricorn〜（2009年1月30日） - 土萌羊
2. Starry☆Sky 〜Aquarius〜（2009年2月27日） - 天羽翼
3. Starry☆Sky 〜Pisces〜（2009年3月27日） - 七海哉太
4. Starry☆Sky 〜Aries〜（2009年4月24日） - 不知火一樹
5. Starry☆Sky 〜Taurus〜（2009年5月29日） - 金久保譽
6. Starry☆Sky 〜Gemini〜（2009年6月26日） - 水嶋郁
7. Starry☆Sky 〜Cancer〜（2009年7月31日） - 東月錫也
8. Starry☆Sky 〜Leo〜（2009年8月28日） - 陽日直獅
9. Starry☆Sky 〜Virgo〜（2009年9月25日） - 青空颯斗
10. Starry☆Sky 〜Libra〜（2009年10月30日） - 星月琥太郎
11. Starry☆Sky 〜Scorpio〜（2009年11月27日） - 宮地龍之介
12. Starry☆Sky 〜Sagittarius〜（2009年12月25日） - 木之瀬梓
13. Starry☆Sky 〜Ophiuchus〜﹝特典應募品 NOT FOR SALE ﹞ - 神樂坂四季

### 星座旦那系列
內容是連接遊戲角色攻略後，與旦那（丈夫）的新婚生活。每兩個月發佈一次，每次兩個旦那。
1. Starry☆Sky 〜Capricorn & Aquarius〜（2010年2月26日） - 土萌羊・天羽翼
2. Starry☆Sky 〜Pisces & Aries〜（2010年4月30日） - 七海哉太・不知火一樹
3. Starry☆Sky 〜Taurus & Gemini〜（2010年6月25日） - 金久保譽・水嶋郁
4. Starry☆Sky 〜Cancer & Leo〜（2010年8月27日） - 東月錫也・陽日直獅
5. Starry☆Sky 〜Virgo & Libra〜（2010年10月29日） - 青空颯斗・星月琥太郎
6. Starry☆Sky 〜Scorpio & Sagittarius〜（2010年12月24日） - 宮地龍之介・木之瀬梓
7. Starry☆Sky 〜Ophiuchus〜（特典應募品 NOT FOR SALE） - 神樂坂四季

### Zodiacsign系列
內容是以電影劇本Zodiac sign在受到星月學園協助製作，同時有Zodiacsign的劇情與拍攝電影的幕後過程，一共四卷2CD。
Vol.1 Tears of the Polestar （2011年7月29日發售）
Disc01. Film Festival
Disc02. Tears of the Polestar
演出：土萌羊、天羽翼、七海哉太、不知火一樹、金久保譽、水嶋郁、東月錫也、陽日直獅、青空颯斗、星月琥太郎、宮地龍之介、木之瀨梓、神樂坂四季等其他。
Vol.2 The presence of fellow （2011年8月26日發售）
Disc01. The presence of fellow
Disc02. Sleeping Beauty and Prince
演出：不知火一樹、金久保譽、水嶋郁、青空颯斗、星月琥太郎、宮地龍之介、神樂坂四季等其他。
Vol.3 Fragments of the Past （2011年9月30日發售）
Disc01. Fragments of the Past
Disc02. Sleeping Beauty and Prince
演出：土萌羊、天羽翼、七海哉太、東月錫也、陽日直獅、木之瀨梓等其他。
Vol.4 Zodiac sign （2011年10月28日發售）
Disc01. Film Festival
Disc02. The fate of the constellation
演出：土萌羊、天羽翼、七海哉太、不知火一樹、金久保譽、水嶋郁、東月錫也、陽日直獅、青空颯斗、星月琥太郎、宮地龍之介、木之瀨梓、神樂坂四季等其他。

## 關連商品

### CD
- Starry☆Sky 〜in Spring〜 星的溫泉浪漫譚（2009年8月28日）
  - 土萌羊（綠川光）・七海哉太（杉田智和）・東月錫也（小野大輔）
- Starry☆Sky 〜in Summer〜 星的砂濱浪漫譚（2010年3月26日）
  - 金久保譽（保志總一朗）・宮地龍之介（神谷浩史）・木之瀬梓（福山潤）・犬飼隆文（吉野裕行）・白鳥彌彥（近藤隆）・小熊伸也（代永翼）
- Starry☆Sky 〜in Autumn〜 星的収穫浪漫譚（2010年5月28日）
  - 星月琥太郎（石田彰）・陽日直獅（岸尾大輔）・水嶋郁（遊佐浩二）・星月琥春（折笠愛）
- Starry☆Sky 〜in Winter〜 星的大掃除浪漫譚（2010年7月28日）
  - 不知火一樹（中村悠一）・青空颯斗（平川大輔）・天羽翼（鈴村健一）・白銀櫻士郎（諏訪部順一）
- Starry☆Sky 〜in sweet season〜 （2010年9月24日）
  - 土萌羊（綠川光）・七海哉太（杉田智和）・東月錫也（小野大輔）・青空颯斗（平川大輔）・宮地龍之介（神谷浩史）・神樂阪四季（宮野真守）
- Starry☆Sky 〜in bitter season〜 （2010年11月26日）
  - 不知火一樹（中村悠一）・金久保譽（保志總一朗）・天羽翼（鈴村健一）・木之瀬梓（福山潤）・星月琥太郎（石田彰）・陽日直獅（岸尾大輔）・水嶋郁（遊佐浩二）
- Starry☆Sky 〜13constellation〜 （2011年1月28日予定）
  - 土萌羊（綠川光）・天羽翼（鈴村健一）・七海哉太（杉田智和）・不知火一樹（中村悠一）・金久保譽（保志總一朗）・水嶋郁（遊佐浩二）・東月錫也（小野大輔）・陽日直獅（岸尾大輔）・青空颯斗（平川大輔）・星月琥太郎（石田彰）・宮地龍之介（神谷浩史）・木之瀬梓（福山潤）・神樂阪四季（宮野真守）
- 遊戲原聲音樂 Starry☆Sky Sound Track～星色音樂集～（2009年9月25日）
  - 作曲：野島健太郎
- Portable(PSP版)遊戲ending主題歌 Amaranthine(アマランシィン)（2010年12月22日）
  - 演唱：Ito Kanako　作詞：Lynn　作曲：兼平 真規子　編曲：上野浩司
- 遊戲原聲碟 Starry☆Sky Sound Track～月色音樂集～（2011年4月22日）
  - 作曲：野島健太郎
- 動畫原聲碟 Animate Starry☆Sky Original Sound Track～Starry Garden～ （2011年5月25日）
  - 配樂作曲：菊谷知樹　主題歌作詞：こだまさおり　「Starry☆Days」作曲：eba　「たったひとつのStory」作曲：渡邊拓也
- 遊戲OP碟 Starry☆Sky ～初恋色歌謡集～（2011年10月28日）

### 書籍
- Starry☆Sky Fan Book 1st 〜Spring&Summer〜（2009年12月27日）
- Starry☆Sky Fan Book 2nd 〜Autumn&Winter〜（2010年2月10日）
- Starry☆Sky 〜in Spring〜 Comic Anthology（2009年10月24日）
- Starry☆Sky 〜in summer〜 Comic Anthology（2009年12月25日）
- Starry☆Sky 〜in Autumn〜 Comic Anthology（2010年2月25日）
- Starry☆Sky 〜in Winter〜 Comic Anthology（2010年4月24日）
- Starry☆Sky 〜in Spring〜 All 4koma Anthology（2010年3月1日）
- Starry☆Sky 〜in summer〜 All 4koma Anthology（2010年4月30日）
- Starry☆Sky 〜in Autumn～ All 4koma Anthology（2010年6月30日）
- Starry☆Sky 〜in Winter～ All 4koma Anthology（2010年9月1日）
- Starry☆Sky 〜in Spring〜 Anthology（2010年4月1日）
- Starry☆Sky 〜in summer〜 Anthology（2010年5月1日）
- Starry☆Sky 〜in Autumn〜 Anthology（2010年7月1日）
- Starry☆Sky ～in Winter～ Anthology（2010年7月31日）
- Starry☆Sky 〜four seasons〜 Anthology（2011年4月1日）
- Starry☆Sky Comic Anthology ～After Season〜VOL.1（2010年7月24日）
- Starry☆Sky Comic Anthology 〜After Season〜VOL.2（2010年10月25日）
- Starry☆Sky C79限定書籍&CD（2011年1月26日）
- アニメ Starry☆Sky 公式ガイド Sweet Harmonics（2011年6月10日）

## 動畫
2010年12月23日開始在Animate TV和animatemobile於16：00進行網絡播放。
預定2011年將會在東京都會電視台、SUN電視台進行電視播放。

### 工作人員
- 原作 - honeybee
- 監督 - 高本宣弘
- 系列構成・劇本 - 中村誠
- 角色設計 - 藤井まき
- 美術監督 - 小木斉之
- 色彩設計 - 松本真司
- 撮影監督 - 近藤慎与
- 編集 - 松村正宏
- 音響監督 - 郷田ほづみ
- 音響制作 - ダックスプロダクション、川添憲五
- 音樂 - 菊谷知樹
- 音樂制作 - フロンティアワークス
- 製作人 - 野村美加、長岡智、岡村武真
- 動畫製片人 - 浦崎宣光
- 動畫製作 - スタジオディーン
- 製作 - 星月グループ

### 主題歌
片尾曲「Starry☆Days」
作曲・編曲 - eba
歌:緑川光（土萌羊）,福山潤（木ノ瀬梓）,鈴村健一（天羽翼）

### 各集列表
| 集数 | 標題                             | 分镜       | 演出       | 作画監督                 | 総作画監督 |
| ---- | -------------------------------- | ---------- | ---------- | ------------------------ | ---------- |
| 1    | Episode Capricorn I 山羊座 I     | 高本宣弘   | 久保太郎   | 岡崎洋美 中本尚          | 番由紀子   |
| 2    | Episode Capricorn II 山羊座 II   | 高本宣弘   | 久保太郎   | 岡崎洋美 中本尚          | 番由紀子   |
| 3    | Episode Aquarius I 水瓶座 I      | 山崎光恵   | 吉田俊司   | 中島美子                 | 番由紀子   |
| 4    | Episode Aquarius II 水瓶座 II    | 山崎光恵   | 吉田俊司   | 黃美貞                   | 番由紀子   |
| 5    | Episode Pisces I 雙魚座 I        | 三宅雄一郎 | 又野弘道   | 金順淵                   | 番由紀子   |
| 6    | Episode Pisces II 雙魚座 II      | 三宅雄一郎 | 又野弘道   | 清水勝祐                 | 番由紀子   |
| 7    | Episode Aries I 白羊座 I         | 鵜池一馬   | 高橋秀弥   | 黄英貞                   | 番由紀子   |
| 8    | Episode Aries II 白羊座 II       | 鵜池一馬   | 高橋秀弥   | 鵜池一馬                 | 番由紀子   |
| 9    | Episode Taurus I 金牛座 I        | 名村英敏   | 岩井隆央   | 中本尚                   | 番由紀子   |
| 10   | Episode Taurus II 金牛座 II      | 名村英敏   | 岩井隆央   | 中本尚 池下博樹 坂本龍典 | 番由紀子   |
| 11   | Episode Gemini I 雙子座 I        | 望月智充   | 吉本毅     | 中島美子                 | 番由紀子   |
| 12   | Episode Gemini II 雙子座 II      | 望月智充   | 吉本毅     | 清水勝祐                 | 番由紀子   |
| 13   | Episode Cancer I 巨蟹座 I        | 岡宗次郎   | 小俣真一   | 岡崎洋美 藤岡真紀        | 番由紀子   |
| 14   | Episode Cancer II 巨蟹座 II      | 岡宗次郎   | 小俣真一   | 岡崎洋美 藤岡真紀        | 番由紀子   |
| 15   | Episode Leo I 獅子座 I           | 三宅雄一郎 | 三宅雄一郎 | 黄美貞                   | 藤岡真紀   |
| 16   | Episode Leo II 獅子座 II         | 三宅雄一郎 | 三宅雄一郎 | 山本俊了                 | 藤岡真紀   |
| 17   | Episode Virgo I 處女座 I         | 関野昌弘   | 関野昌弘   | 関野昌弘                 | 番由紀子   |
| 18   | Episode Virgo II 處女座 II       | 関野昌弘   | 関野昌弘   | 関野昌弘 池下博紀        | 番由紀子   |
| 19   | Episode Libra I 天秤座 I         | 柳沢テツヤ | 又野弘道   | 山田裕子                 | 番由紀子   |
| 20   | Episode Libra II 天秤座 II       | 柳沢テツヤ | 又野弘道   | 山田裕子                 | 番由紀子   |
| 21   | Episode Scorpio I 天蠍座 I       | 名村英敏   | 市村徹夫   | 池下博紀                 | 番由紀子   |
| 22   | Episode Scorpio II 天蠍座 II     | 浪速勉     | 市村徹夫   | 中本尚                   | 番由紀子   |
| 23   | Episode Sagittarius I 射手座 I   | 小坂知     | 小坂知     | 吉本毅                   | 番由紀子   |
| 24   | Episode Sagittarius II 射手座 II | 番由紀子   | 吉本毅     | 中島美子                 | 番由紀子   |
| 25   | Episode Ophiuchus I 蛇夫座 I     | 岡宗次郎   | 久保太郎   | 岡崎洋美 前澤弘美        | 番由紀子   |
| 26   | Episode Ophiuchus II 蛇夫座 II   | 岡宗次郎   | 久保太郎   | 山村俊了 前澤弘美        | 番由紀子   |

### 播放電視台
| 播放地域 | 播放電視台     | 播放期間         | 播放日時                   |
| -------- | -------------- | ---------------- | -------------------------- |
| 日本全域 | Animate TV     | 2010年12月23日 - | 星期四 16時00分播放        |
| 兵庫縣   | SUN電視台      | 2011年2月3日 -   | 星期四 26時10分 - 26時40分 |
| 東京都   | 東京都會電視台 | 2011年2月3日 -   | 木曜 27時00分 - 27時30分   |

### DVD
- Starry☆Sky vol.1 〜Episode Capricorn〜（2011年2月23日）
- Starry☆Sky vol.2 〜Episode Aquarius〜（2011年3月24日）
- Starry☆Sky vol.3 〜Episode Pisces〜（2011年4月27日）
- Starry☆Sky vol.4 〜Episode Aries〜（2011年5月25日）
- Starry☆Sky vol.5 〜Episode Taurus〜（2011年6月22日）
- Starry☆Sky vol.6 〜Episode Gemini〜（2011年7月27日）
- Starry☆Sky vol.7 〜Episode Cancer〜（2011年8月24日）
- Starry☆Sky vol.8 〜Episode Leo〜（2011年9月22日）
- Starry☆Sky vol.9 〜Episode Virgo〜（2011年10月26日）
- Starry☆Sky vol.10 〜Episode Libra〜（2011年11月23日）
- Starry☆Sky vol.11 〜Episode Scorpio〜（2011年12月21日）
- Starry☆Sky vol.12 〜Episode Sagittarius〜（2012年1月下旬）
- Starry☆Sky vol.13 〜Episode Ophiuchus〜（2012年2月下旬）

## 網絡廣播
- 標題 - 『Starry☆Sky 〜星月学園新聞部〜』
- 配信現場 - Animate TV
- 配信期間 - 2010年12月22日 - （毎週水曜日配信）
- 主持人 - 諏訪部順一（白銀桜士郎 役）

特別來賓
- 第1回 - 緑川光（土萌羊 役）
- 第2回 - 平川大輔（青空颯斗 役）
- 第3回 - 福山潤（木ノ瀬梓 役）
- 第4回 - 遊佐浩二 （水嶋郁 役）
- 第5回 - 石田彰 （星月琥太郎 役）

### 環節
- 星月学園新聞トップ記事
- 闇鍋★光鍋
- 颯斗の星月学園生徒会★投書箱

## 官方Twitter
下列為HONEY BEE官方為《Starry☆Sky》主要角色們所申請的Twitter，官方會在特殊時節事先公告時間，讓角色們在Twitter上互動，演出在遊戲、廣播劇CD等已公開商品內容裡未發表的劇情對話。
- 星月学園広報部（页面存档备份，存于）
- 土萌羊（页面存档备份，存于）
- 天羽翼（页面存档备份，存于）
- 七海哉太（页面存档备份，存于）
- 不知火一樹（页面存档备份，存于）
- 金久保誉（页面存档备份，存于）
- 水嶋郁（页面存档备份，存于）
- 東月錫也（页面存档备份，存于）
- 陽日直獅（页面存档备份，存于）
- 青空颯斗（页面存档备份，存于）
- 星月琥太郎（页面存档备份，存于）
- 宮地龍之介（页面存档备份，存于）
- 木ノ瀬梓（页面存档备份，存于）
- 神楽坂四季（页面存档备份，存于）
- 白銀桜士郎（页面存档备份，存于）

## 關連項目
- HONEY BEE

## 延伸創作
近期有不少關於Starry☆Sky的衍生創作，除了一般的同人文、同人圖、同人漫的創作外， 在台灣日漸流行的噗浪亦出現了不少以漫畫或動畫為藍本的角色噗。
以原作為藍本的衍生劇情。透過角色噗浪及偽官方Blog，建立彼氏與噗友間的交流平台。不定時的日常、事件、活動噗，歡迎粉絲一起互動。

## 外部連結
- （日語）Starry ☆ Sky PORTAL（页面存档备份，存于）
- （日語）Honey Bee 官方網頁
- （日語）(動畫) Starry☆Sky 官方網頁（页面存档备份，存于）

### PC版
- （日語）Starry ☆ Sky ～in Spring ～（页面存档备份，存于）
- （日語）Starry ☆ Sky ～in Summer ～（页面存档备份，存于）
- （日語）Starry ☆ Sky ～in Autumn ～（页面存档备份，存于）
- （日語）Starry ☆ Sky ～in Winter ～（页面存档备份，存于）

### PSP版
- （日語）Starry☆Sky ～in Spring ～ Portable（页面存档备份，存于）
- （日語）Starry☆Sky ～in Summer ～ Portable（页面存档备份，存于）
- （日語）Starry☆Sky ～in Autumn ～ Portable（页面存档备份，存于）
- （日語）Starry☆Sky ～in Winter ～ Portable（页面存档备份，存于）
- （日語）Starry☆Sky ～after Spring～ Portable（页面存档备份，存于）
- （日語）Starry☆Sky ～after Summer ～ Portable（页面存档备份，存于）

### FAN DISC PC版
- （日語）Starry ☆ Sky ～After Spring ～（页面存档备份，存于）
- （日語）Starry ☆ Sky ～After Summer ～（页面存档备份，存于）
- （日語）Starry ☆ Sky ～After Autumn ～（页面存档备份，存于）
- （日語）Starry ☆ Sky ～After Winter ～（页面存档备份，存于）